# LOAD (CP/M)
LOAD – dyrektywa nierezydenta systemu CP/M, zlecająca wykonanie polecenia przekształcającego plik szesnastkowy na program wykonywalny.
Dyrektywa ta może mieć następującą postać:
LOAD [X:]nazwa_jednoznaczna.HEXprzekształcenie pliku w postaci szesnastkowej pliku nazwa_jednoznaczna.HEX, z bieżącego katalogu lub (jeżeli wyspecyfikowano) z napędu X, na plik wykonywalny:
LOAD [X:]nazwa_jednoznacznaprzekształcenie pliku w postaci wykonywalnej pliku nazwa_jednoznaczna, dla którego przyjmuje się domyślnie rozszerzenie HEX, z bieżącego katalogu lub (jeżeli wyspecyfikowano) z napędu X, na plik wykonywalny:
Powyższym poleceniem można przekształcać zbiory z obszaru bieżącego użytkownika. Przetwarzanie pliku z obszaru innego użytkownika, wymaga przejścia do obszaru tego użytkownika dyrektywą USER.
Program LOAD przekształca pliki szesnastkowe na plik wykonywalny, przy czym:
plik szesnastkowyto plik ze standardowym rozszerzeniem HEX, powstały w wyniku asemblacji, kodu źródłowego zapisanego w języku asemblera, dokonanej za pomocą polecenia systemowego ASM
plik wykonywalnyto plik tworzony przez zlecenie LOAD, ze standardowym rozszerzeniem COM, który może być wywoływany bezpośrednio z linii poleceń systemu, tak jak dyrektywy nierezydentne czy programy użytkowe.
Po prawidłowym wykonaniu przekształcenia program wyświetla informacje na temat uzyskanego pliku docelowego:
- adres początkowy programu
- adres końcowy programu
- liczba bajtów i rekordów szesnastkowych.